# Selección femenina de hockey sobre hierba de Nueva Zelanda

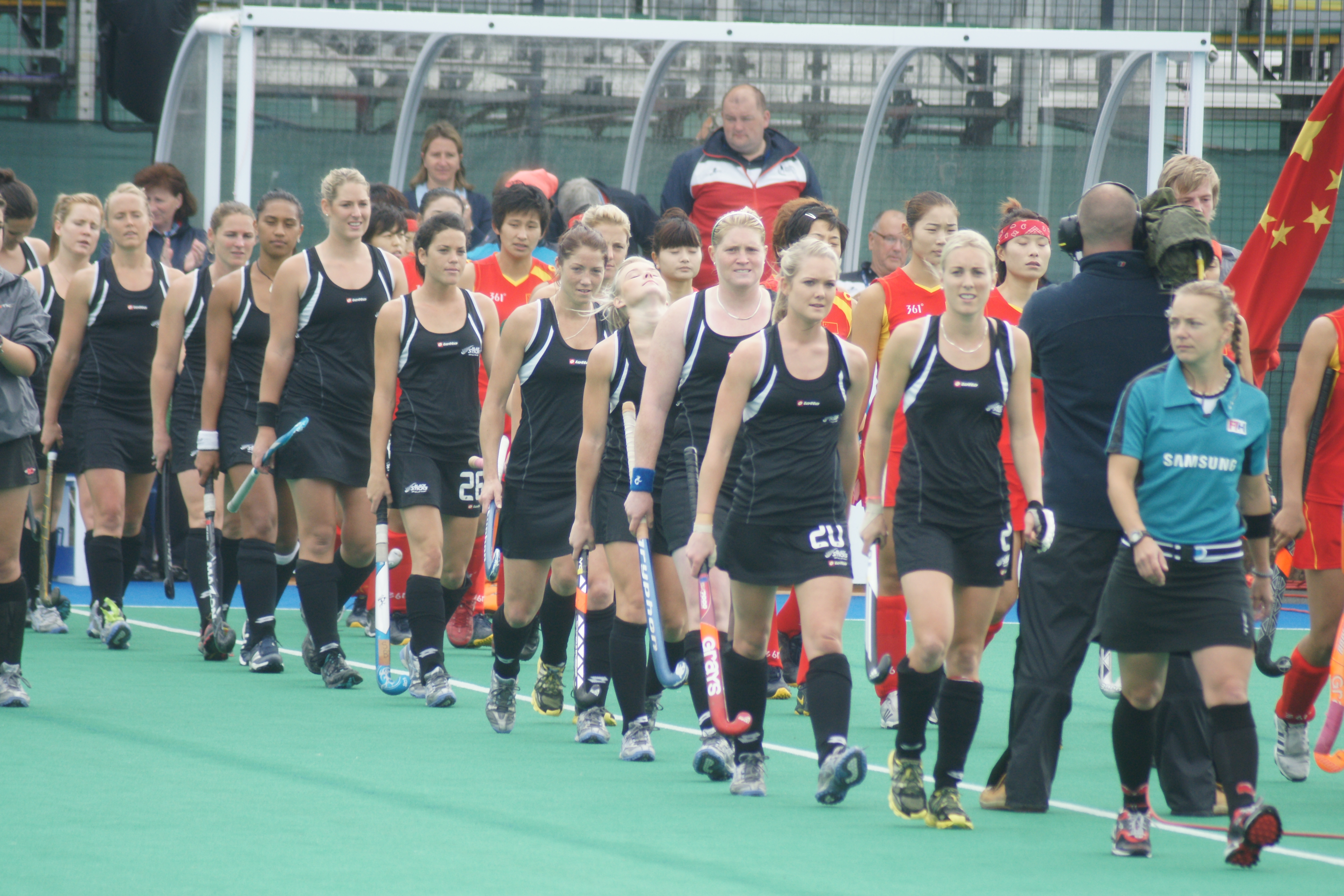
Selección femenina de hockey en un amistoso contra China

La Selección femenina de hockey sobre césped de Nueva Zelanda (también conocidas como las Black Sticks) es el equipo nacional representativo neozelandés en las competiciones internacionales de hockey sobre césped.

## Juegos Olímpicos
- 1980 – No participó
- 1984 – 6.º puesto
- 1988 – No participó
- 1992 – 8.º puesto
- 1996 – No participó
- 2000 – 6.º puesto
- 2004 – 6.º puesto
- 2008 – 12.º puesto

## Copa del Mundo
- 1974 a 1981 – No participó
- 1983 – 8.º puesto
- 1986 – 4.º puesto
- 1990 – 7.º puesto
- 1994 – No participó
- 1998 – 6.º puesto
- 2002 – 11.º puesto
- 2006 – No participó
- 2010 - 7.º puesto.
- 2014 - 5.º puesto.

## Liga Mundial
- 2012/13: 5.º puesto
- 2014/15: 2.º puesto

## Champions Trophy
- 1987 – 6.º puesto
- 1989 a 1997 – No participó
- 1999 – 5.º puesto
- 2000 – 6.º puesto
- 2001 – 5.º puesto
- 2002 – 5.º puesto
- 2003 – No participó
- 2004 – 6.º puesto
- 2005 – No participó
- 2006 – 6.º puesto
- 2010 – 5.º puesto
- 2011 – Bronce

## Commonwealth Games
- 1998 – Kuala Lumpur - Bronce
- 2002 - Manchester – 4.º puesto
- 2006 - Melbourne – 4.º puesto
- 2010 - Nueva Delhi – Plata

## Copa de Oceanía
- 1999 - Sídney, Australia – Plata
- 2003 - Melbourne, Australia – Plata
- 2005 - Suva, Fiyi – Plata
- 2007 - Buderim, Australia – Oro
- 2009 - Invercargill, Nueva Zelanda - Oro

## Champions Challenge
- 2003 - 4.º puesto
- 2005 - Oro
- 2007 - 5.º puesto
- 2009 - Oro